# Las Caldas de Besaya
Las Caldas de Besaya es una localidad del municipio cántabro de Los Corrales de Buelna.
Está situada a 4,5 kilómetros de la capital municipal. Tiene 77 habitantes (INE, 2016). Varones: 71. Mujeres: 6. 
Tiene una altitud de 90 metros. Su nombre proviene de un manantial de aguas termales. Celebra la festividad de la Virgen el 15 de agosto.
Se encuentra situada esta localidad en un desfiladero conocido como la Hoz de Las Caldas, garganta abierta por el río Besaya entre los macizos de la Sierra de Ibio y la del Sierra del Dobra. De las montañas que dominan la zona baja el arroyo llamado Rumiales, afluente del Besaya. En los alrededores del convento de Nuestra Señora de las Caldas hay un bosque de robles, hayas y eucaliptos. Cerca se encuentra una destacada castañera.
Hay en esta localidad un balneario de baños medicinales, construido a lo largo del siglo XIX y que es el más antiguo establecimiento de este tipo de Cantabria. Se diseñó en 1806 y se construyó en 1826. Además, dentro del patrimonio industrial, puede citarse la fábrica de sacos de Illera, de la segunda mitad del siglo XIX.
La principal característica de sus aguas es la alta concentración de isótopos radiactivos, principalmente radón 222, el valor medio en el agua es de 840 mBq/l. Una tratamiento típico de 12 sesiones de 2 horas supone 250 mSv para el epitelio de los bronquios y de 7 para en cuerpo entero. La exposición a radioactividad para sus trabajadores durante cada 4 meses de verano se ha estimado en 875 mSv al epitelio bronquial y de 27,5 mSv  de dosis equivalente efectiva. Por comparación una radiografía de tórax suponen 0,1 mSv y un TAC abdominal 7,3 mSv.

## Etimología
El nombre de Caldas se debe al manantial de aguas termales cercano que desde época romana se había venido usando por sus virtudes terapéuticas. Buena prueba de ello son los baños que de dicha época aún se conservan en su conocido balneario, situado en un margen del río Besaya. 
Fue a mediados del siglo XIX cuando se construyó un complejo con baños, hotel, hospedería y casino. Eso lo constituye como el balneario más antiguo de Cantabria. Aún hoy su aspecto es imponente, y destaca el majestuoso puente que comunica el Balneario con la estación de ferrocarril que salva el río.

## Patrimonio religioso

### Santuario de Nuestra Señora de Las Caldas

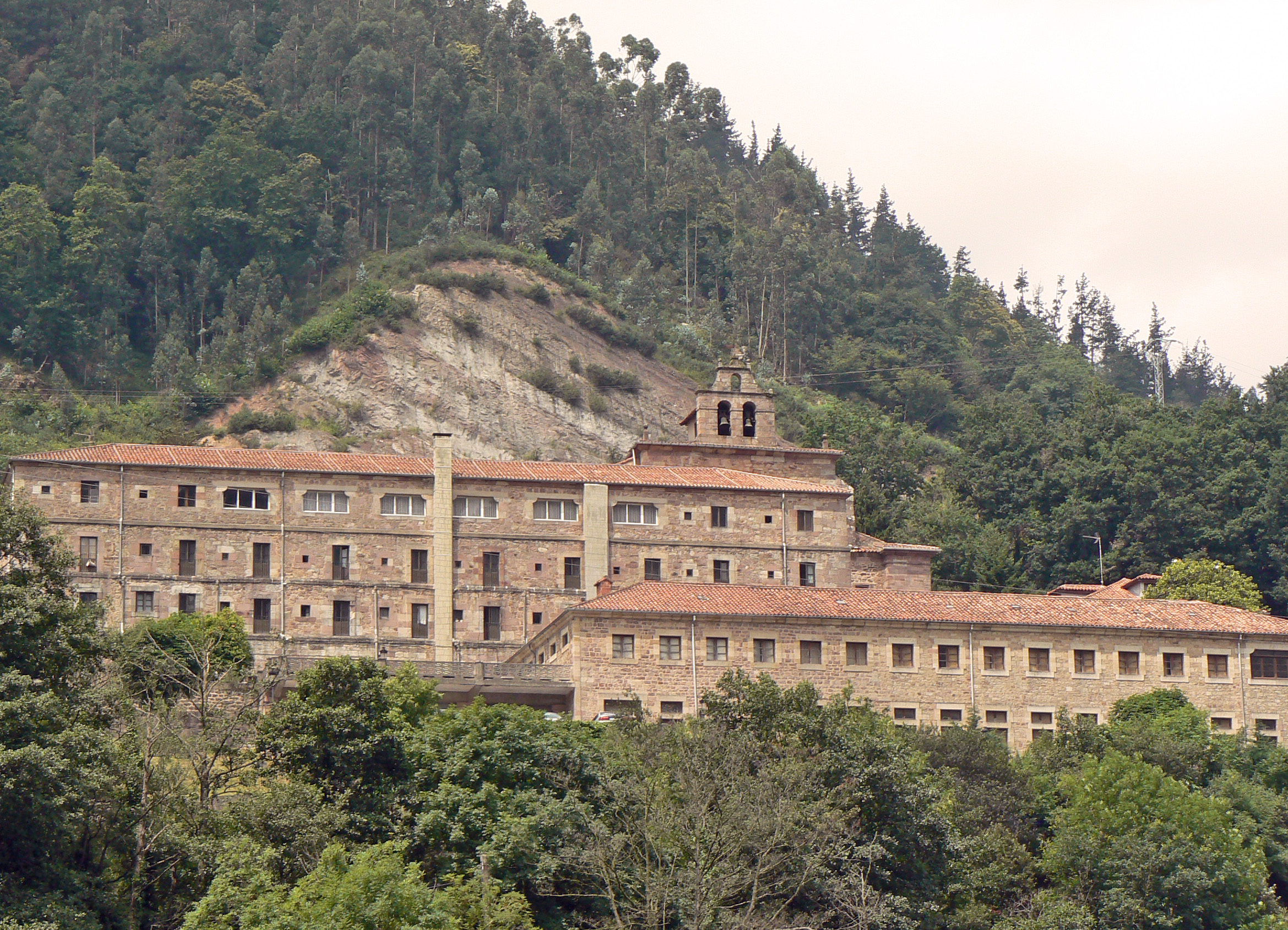
Santuario de Nuestra Señora de Las Caldas

Pero Las Caldas de Besaya destaca, sobre todo, por el Santuario de Nuestra Señora de Las Caldas, que data del año 1683. Ya en la Edad Media se veneraba aquí una imagen de la Virgen con el Niño, patrona del valle de Buelna. Con la desamortización del siglo XIX, este edificio se abandonó. En 1943 se restauró gracias a Gilberto Quijano, conde de Torre Velarde. Fue seminario mayor de la Orden de Santo Domingo en España hasta el año 1970 y todavía está regido por la orden de los Dominicos. En 2002 fue declarado Bien de Interés Cultural, con categoría de Monumento, según declaración de 28 de marzo de 2002. 
El convento actual se considera fundado por María Ana de Velarde en 1672. Se trata de un conjunto arquitectónico compuesto de iglesia, claustro y dos cuerpos en sus lados Este y Sur destinados a diversos usos, como celdas, ofertorio, capítulo o biblioteca. 
La iglesia tiene planta de cruz latina con una nave amplia, y capillas laterales entre los contrafuertes, unidas entre sí por arcos de medio punto. El transepto se encuentra poco resaltado y la cabecera es recta. Se cubre con una bóveda de lunetos que arranca de una cornisa corrida muy volada y asentada sobre pilares de orden toscano. Todas las cubiertas están decoradas con yesería de fuerte resalte, siguiendo las directrices de la escuela vallisoletana. Sobre la portada principal se observa una hornacina con la imagen de Santo Domingo, y sobre ésta el escudo de la Orden. En el claustro, conocido como «de las Procesiones», se conservan algunas obras de arte y en particular un notable conjunto de pintura barroca, compuesto por ocho grandes lienzos, realizados en 1773, que representan escenas de la vida de Santo Domingo. 
El interior acoge una colección de retablos churriguerescos, dorados, que se considera única en Cantabria. El retablo mayor está dedicado a la patrona del convento y patrona del Valle de Buelna, Nuestra Señora de Las Caldas, imagen gótica de Virgen con Niño datada en el siglo XVI, que se venera en un camarín situado en la hornacina central del retablo, donde fue solemnemente colocada el 19 de marzo de 1683. Es obra de un lego italiano, conocido como fray Alessandro. En la estancia que acoge el camarín de la Virgen, existen varios lienzos barrocos, como el retrato de María Ana de Velarde, fundadora del Convento (1672) y el del Padre Pozo, cronista del convento en 1700. Los retablos laterales apenas han sufrido remodelaciones desde su instalación a lo largo del siglo XVII, y se enmarcan dentro del estilo churrigueresco y barroco decorativo y están dedicados a Santo Domingo de Guzmán, del Calvario, Santa Rosa de Lima, San José, San Joaquín y Santa Ana y San Pío y San Martín de Porres.
Hay cinco tablas flamencas sobre la vida de San Vicente Ferrer, atribuidas al llamado Maestro de la Vista de Santa Gúdula, de Bruselas, de finales del siglo XV. Son temas dedicados a la vida de San Vicente Ferrer. Se cree que habrían formado parte de un políptico y se desconoce la forma en que llegaron a Caldas.

## Historia e industria
Dentro de la historia económica de Las Caldas y todo el municipio de Los Corrales de Buelna destaca la fábrica de sacos de yute que existió durante más de un siglo, desde 1892 a 1970 y fue un importante ejemplo de la industria textil en Cantabria. Empleó a más de cien personas en sus mejores momentos, en su mayoría mujeres, y sufrió distintos avatares a lo largo de su dilatada historia. En los últimos decenios fue propiedad de la familia Soldevilla.